# Campeonato Africano de Lucha de 2013
El Campeonato Africano de Lucha se celebró en Yamena (Chad) el 2 de mayo de 2013 bajo la organización de la Federación Internacional de Luchas Asociadas (FILA).

## Resultados

### Lucha grecorromana masculina
| Evento | Oro                        | Plata                          | Bronce                                    |
| ------ | -------------------------- | ------------------------------ | ----------------------------------------- |
| 55 kg  | Rabie Taha · Egipto        | Mohamed Bouterfassa Argelia    | Fouad Fajari Marruecos ----               |
| 60 kg  | Sayed Abdelmoneim · Egipto | Motaz Dsediat Argelia          | Othmane Badry Marruecos ----              |
| 66 kg  | Jihad Khelifi Túnez        | Akram Boudjemline Argelia      | Ahmed Samorah Marruecos Issa Djackna Chad |
| 74 kg  | Zied Ayet Ikram Túnez      | Belkazem Anis Benabidi Argelia | Aziz Boualem Marruecos ----               |
| 84 kg  | Haykel Achouri Túnez       | Hicham Louafi Argelia          | Mohamed Ahmed · Egipto · ----             |
| 96 kg  | Farahat Mostafa · Egipto   | Rida Hinani Marruecos          | Basile Dieudonnie Chad ----               |
| 130 kg | Radhouane Chebbi Túnez     | Maurice Abatam Chad            | Zakaria Echiheb Marruecos ----            |

### Lucha libre masculina
| Evento | Oro                              | Plata                            | Bronce                                                     |
| ------ | -------------------------------- | -------------------------------- | ---------------------------------------------------------- |
| 55 kg  | Mohamed Ibrahim Mohamed · Egipto | Bienvenu Andriamalala Madagascar | Marco Coetzee Sudáfrica Mohamed Nazih Marruecos            |
| 60 kg  | Jean Bernard Diatta Senegal      | Radouan Oulad Bentlea Marruecos  | Moudeina Tchoupsla · Chad · Mohamoud Abd El Wahab · Egipto |
| 66 kg  | Khalil Ayad Ibrahim · Egipto     | Quintino Intipe Guinea-Bisáu     | Rabah Siramdane Argelia Hajsam Bilajisz Túnez              |
| 74 kg  | Ziad Ayet Ekrem Túnez            | Hamza Moussaoui Argelia          | Romeo Djoumessi Camerún Mohamed Karbouchi Marruecos        |
| 84 kg  | Adnan Rhimi Túnez                | Ahmed Mohamed · Egipto           | Eric Obogo Camerún Mohamed Riad Louafi Argelia             |
| 96 kg  | Rochdi Rahimi Túnez              | Reda Hanini Marruecos            | Elvis Nfoukeu Camerún Sinivie Boltic Nigeria               |
| 120 kg | Slim Trabelsi Túnez              | Nour Ahmed Nour · Egipto         | Claude Kouamen Mbianga Camerún ----                        |

### Lucha libre femenina
| Evento | Oro                        | Plata                        | Bronce                              |
| ------ | -------------------------- | ---------------------------- | ----------------------------------- |
| 48 kg  | Maroi Mezien Túnez         | Rebecca Muambo Camerún       | Nahamie Sambou Senegal              |
| 51 kg  | Isabelle Sambou Senegal    | Odunayo Adekuoroye Nigeria   | Hedia Trabelsi Túnez                |
| 55 kg  | Marwa Amri Túnez           | Joseph Essombe Taiko Camerún | Parfaite Msmbou República del Congo |
| 59 kg  | Hela Riabi Túnez           | Norma Gordon Sudáfrica       | Safietou Goudiaby Senegal           |
| 63 kg  | Blessing Oborududu Nigeria | Zumicke Geringer Sudáfrica   | Badi Bravour Chad                   |
| 67 kg  | Enas Mostafa · Egipto      | Anta Sambou Senegal          | Ifeoma Iheanacho Nigeria            |
| 72 kg  | Angele Tomo Camerún        | Nadia Antar · Egipto         | Sire Fina Diedhiou Senegal          |